# Durrell Wildlife Conservation Trust

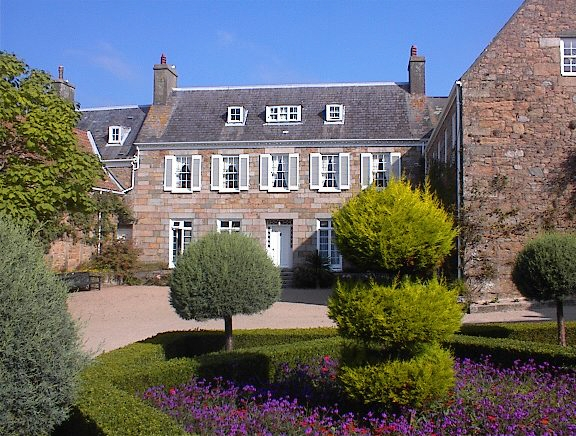
Sídlo organizace

Durrell Wildlife Conservation Trust je nezisková organizace zaměřená na udržování biodiverzity na Zemi. Sídlí v usedlosti Les Augrès Manor na ostrově Jersey a provozuje zoologickou zahradu, která se zabývá odchovem ohrožených taxonů.
Založil ji v roce 1963 anglický zoolog a spisovatel Gerald Durrell pod názvem Jersey Wildlife Preservation Trust. Od Durrellovy smrti v roce 1995 stojí v čele trustu jeho manželka Lee Durrellová a od roku 1999 nese organizace zakladatelovo jméno. V jejím logu je vyobrazen vyhynulý dronte mauricijský (dodo), také zpravodaj společnosti se jmenuje Dodo a trust udržuje dětský program nazvaný Dodo Club. K aktivitám trustu patří i farma provozovaná podle zásad organického zemědělství, veterinární klinika a mezinárodní akademie vychovávající ochránce zvířat. DWCT se věnuje také ochraně ohrožených druhů v zemích původu a udržování cenných biotopů, financuje okolo padesáti projektů v osmnácti zemích. Má 14 000 členů a její roční rozpočet činí přes osm milionů liber.
K druhům, na jejichž ochranu se trust zaměřil, patří lvíček černý, ksukol ocasatý, prase zakrslé, holub růžový, želva angonoka, hroznýšovka maskarénská nebo ropuška baleárská.
Patronkou organizace je princezna Anne Mountbatten-Windsor.